# Justin Forwood
Pas d'image ? Cliquez ici

a Compétitions nationales et continentales officielles uniquement.

Dernière mise à jour le 11 juillet 2021.
Justin Forwood, né le 19 septembre 1993, est un joueur sud-africain de rugby à XV évoluant au poste de pilier.

## Carrière
Justin Forwood commence sa carrière professionnelle en Afrique du Sud en Vodacom Cup avec les Blue Bulls de Pretoria.
En 2016, il rejoint les Southern Kings de Port Elizabeth avec qui il évolue en 2e division sud africaine et en Pro 14, le championnat regroupant des provinces galloises, irlandaises, italiennes, écossaises et sud-africaines. Il y compte respectivement 7 et 10 matches. Il a aussi disputé la Currie Cup avec l’Eastern Province (6 matches en 2017–18). Il quitte le club en 2019.
En juin 2019, il s'engage en France dans le championnat de Pro D2 avec Soyaux Angoulême XV Charente. Il dispute deux saisons, jouant 8 matches en tout. À l'issue de la saison 2020-2021, il n'est pas conservé par le club charentais.

## Palmarès
Néant.